# 华盛顿哥伦比亚特区人口
华盛顿特区是一个多民族的联邦行政区。2018年，华盛顿特区人口为702455人，人口密度为每平方英里11515人。
在南北战争之前，华盛顿哥伦比亚特区的居民相对较少。美国联邦政府在华盛顿的存在对这个城市后来的发展起到了促进作用。它作为首都的角色使得哥伦比亚特区大约只有三分之一的人口出生在这座城市。
2011年，哥伦比亚特区的黑人人口比例在50多年来首次降至50%以下。从20世纪50年代末到2011年，华盛顿特区一直是一个以黑人为主的地区。哥伦比亚特区自成立以来就有大量的非裔美国人，有几个社区因其对黑人历史和文化的贡献而闻名。在20世纪上半叶，像其他许多边境和北方城市一样，哥伦比亚特区在大迁徙中接收了许多来自南方的黑人移民。非洲裔美国人为了更好的教育和工作机会，以及逃避种族隔离和私刑而迁往北方。第二次世界大战期间的政府规模的扩大也为非裔美国人提供了经济机会。
在战后时期，由于郊区化（受到高速公路建设的影响）和白人外逃，华盛顿特区的人口总数下降，非洲裔美国人的比例稳步上升。黑人人口中有一个强大的中上层阶级。
自2000年美国人口普查以来，华盛顿特区增加了12万多居民，扭转了过去几十年人口流失的一些局面。自2010年人口普查以来，华盛顿特区人口已经增加了10多万。白人、亚裔和西班牙裔居民的比例有所增加，而黑人居民的比例则停滞不前，他们大多搬到了郊区。